# You Give Love a Bad Name
You Give Love a Bad Name ist ein Lied von Bon Jovi aus dem Jahr 1986, das von Jon Bon Jovi, Richie Sambora und Desmond Child geschrieben wurde. Es erschien auf dem Album Slippery When Wet.

## Geschichte
Ursprünglich diente You Give Love a Bad Name als eine der Rohfassungen des Liedes If You Were a Woman (And I Was a Man) von Bonnie Tyler aus demselben Jahr, das Desmond Child ebenfalls schrieb und lediglich in Frankreich zu einem Hit wurde. Unzufrieden über den Misserfolg dieses Songs in anderen Ländern überarbeitete er ihn mit Jon Bon Jovi und Richie Sambora. Da die beiden den Song mochten, nahmen sie ihn schließlich selbst mit ihrer Band auf. Daraufhin wurde die Single der erste Nummer-eins-Hit von Bon Jovi und der Pop-Metal-, beziehungsweise der Glam-Metal-Musik. Trotz des Refrains ist es auch nicht zu verwechseln mit Shot Through the Heart aus dem 1984er Debütalbum.
Im Text wird eine Frau angeklagt, die einem Mann das Herz gebrochen hat und mit seinen Gefühlen spielt.
Die Veröffentlichung war am 23. Juli 1986.
Auf dem Album This Left Feels Right, zum 20-jährigen Jubiläum der Band, ist eine andere Version des Lieds zu finden, die experimenteller ist und verschiedene musikalische Einflüsse aufweist, beispielsweise Country und Rhythm and Blues. Diese alternative Version setzte sich gegenüber der Albumversion nicht durch. Allerdings wurde sie bei den MTV-Unplugged-Auftritten der Band 2007, wenn auch weniger experimentell, gespielt. Dabei wurde das Lied als Medley mit Hit the Road Jack dargeboten.

## Musikvideo
Im Musikvideo tragen Bon Jovi das Lied bei einem Konzert vor. Dieser Auftritt, bei dem sie als Vorgruppe der Band 38 Special dienten, wurde im Grand Olympic Auditorium in Downtown Los Angeles, Kalifornien, gedreht und war der einzig komplett in Farbe gedrehte Clip aller Auskopplungen des Albums Slippery When Wet. Die Idee des Musikvideos hatte Doc McGhee, der zu der Zeit Manager der Band war und erkannte, dass die Band zum promoten der Single ein Musikvideo für MTV benötige. McGhee beauftragte dann Wayne Isham, der zuvor für die Regie der Musikvideos von Mötley Crüe verantwortlich gewesen war, als Regisseur des Clips. Beide Bands konkurrierten im Musikgeschäft für gewöhnlich miteinander, und als Mötley Crüe von dem Bruch erfuhren, fühlten sich diese betrogen.

## Kommerzieller Erfolg

### Chartplatzierungen
Der Song erreichte Platz eins in den Vereinigten Staaten und blieb dort 24 Wochen in den Charts. Im Vereinigten Königreich kam er auf Platz 14 und in Österreich auf Platz 25. In Deutschland konnte er sich nicht platzieren.
| ChartsChartplatzierungen       | Höchstplatzierung | Wochen |
| ------------------------------ | ----------------- | ------ |
| Österreich (Ö3)                | 25 (4 Wo.)        | 4      |
| Vereinigte Staaten (Billboard) | 1 (24 Wo.)        | 24     |
| Vereinigtes Königreich (OCC)   | 14 (11 Wo.)       | 11     |

| ChartsJahrescharts (1986)      | Platzierung |
| ------------------------------ | ----------- |
| Vereinigte Staaten (Billboard) | 30          |

### Auszeichnungen für Musikverkäufe
| Land/Region                  | Auszeichnungen für Musikverkäufe (Land/Region, Auszeichnung, Verkäufe) | Verkäufe  |
| ---------------------------- | ---------------------------------------------------------------------- | --------- |
| Australien (ARIA)            | 5× Platin                                                              | 350.000   |
| Brasilien (PMB)              | Gold                                                                   | 30.000    |
| Dänemark (IFPI)              | Platin                                                                 | 90.000    |
| Deutschland (BVMI)           | Gold                                                                   | 250.000   |
| Italien (FIMI)               | Platin                                                                 | 100.000   |
| Kanada (MC)                  | Gold                                                                   | 50.000    |
| Neuseeland (RMNZ)            | 3× Platin                                                              | 90.000    |
| Spanien (Promusicae)         | Platin                                                                 | 60.000    |
| Vereinigte Staaten (RIAA)    | 5× Platin                                                              | 5.000.000 |
| Vereinigtes Königreich (BPI) | 2× Platin                                                              | 1.200.000 |
| Insgesamt                    | 3× Gold · 18× Platin ·                                                 | 7.220.000 |

Hauptartikel: Bon Jovi/Auszeichnungen für Musikverkäufe

## Coverversionen
- 1999: BulletBoys
- 2004: Atreyu
- 2006: Mandaryna
- 2012: Anastacia